# Vlag van Homel (oblast)

Vlag van Homel

De vlag van Homel toont het oblastwapen op een lichtgroene achtergrond. Dit is sinds 20 oktober 2005 het officiële symbool van de Wit-Russische oblast Homel.
De vlag heeft een hoogte-breedteverhouding van 1:2.
Het wapen is gebaseerd op een Frans schild met een zilveren kruis op een groen veld. Op het centrale deel van het kruis staat een klein Frans schild van blauwe kleur met de afbeelding van een liggende lynx. In het bovenste deel van het kruis staat een zilveren boogschutter, in het rechter deel - een zwarte hoorn, in het linker deel - een zwarte adelaar, in het onderste deel - een roze banier met een ruiter. Het schild wordt omlijst door gouden twee eikentakken, ineengestrengeld en verbonden door een gouden orderlint. Het schild wordt bekroond door een grote gouden stadskroon.